# Вайнталь, Эрика
Эрика Вайнталь (англ. Erika Weinthal, род. США) — американский учёный, исследователь экологической политики, профессор экологической политики Ли Хилла Сноудона в Университете Дьюка. Её работа сосредоточена на глобальных изменениях окружающей среды, экологическом миростроительстве и адаптации к изменению климата, с использованием глобального управления и перспектив политической экономии.

## Исследования
Вайнталь изучала управление окружающей средой и природными ресурсами в различных регионах мира, включая Ближний Восток, Северную Африку и Центральную Азию.
Она сотрудничала с Программой ООН по окружающей среде для анализа роли природных ресурсов в постконфликтном миростроительстве. В частности, она показала, как доступ к воде может помочь восстановить средства к существованию и решить проблемы, возникшие после гражданских войн, в то время как неадекватное управление водными ресурсами может усилить политическую напряжённость и подорвать мир.
Вместе с Джинни Соуерс Вайнталь собрала данные о нападениях на инфраструктуру, связанную с продовольствием, водой и инфраструктуру здравоохранения в Сирии и Йемене, секторе Газа и на Западном берегу реки Иордан и Ливии. Она показывает, что такие нападения становятся всё более частыми и используются сторонами гражданской войны для наказания гражданского населения, нарушения порядка на территории противника и получения контроля над ценными ресурсами. Восстановление такой инфраструктуры будет иметь ключевое значение для постконфликтного экологического миростроительства.
Вайнталь ранее редактировала журнал Global Environmental Politics, а в настоящее время является редактором журнала Environment and Security. Она также была вице-президентом-основателем Ассоциации экологического миростроительства.